# Newham
Newham

Vist i Greater London
| Status                | Bydel i London    |
| Areal:                | 36,22 km²         |
| Befolkning:           | 254.041 (2002)    |
| Befolkningstæthed:    | 7014 pr. km²      |
| ONS-kode:             | 00BB              |
| Adm. center:          | East Ham / London |
| Adm. grevskab:        | Greater London    |
| Ceremonielt grevskab: | Greater London    |
|                       |                   |
| Region:               | Greater London    |
|                       |                   |

Newham (officielt: The London Borough of Newham) ligger i Ydre London, og er en bydel i det østlige London. Det blev oprettet i 1965 ved, at kredsene East Ham og West Ham blev slået sammen. Green Street markerer grænsen mellem de to dele. North Woolwich blev også en del af distriktet; dette område blev flyttet over fra Woolwich. Distriktet ledes af en direkte valgt borgmester, men er også underlagt Greater London.
Newham grænser mod bydelene Barking and Dagenham i øst, Greenwich i syd, Hackney og Tower Hamlets i vest og Redbridge i nord. Tre af grænserne markeres af floder: Roding (øst), Themsen (syd) og Lee (vest).
Bydelen tilhører det ydre London, eftersom det ikke lå i det gamle grevskab London.
Efter konstruktionen af Docklands Light Railway (DLR) og udvidelsen af Jubilee-linjen er udbuddet af kollektiv trafik i Newham blevet meget bedre end det var tidligere. Channel Tunnel Rail Link skal få stoppested i Stratford, og Crossrail skal betjene området. London City Airport ligger i Newham.
Newham var en af fem bydele som var vært for Sommer-OL 2012.

## Steder i Newham
- Beckton
- Canning Town, Custom House
- East Ham
- Forest Gate
- Little Ilford
- Manor Park
- North Woolwich
- Plaistow
- Silvertown, Stratford
- Upton Park
- West Ham

 Der er for få eller ingen kildehenvisninger i denne artikel, hvilket er et problem. Du kan hjælpe ved at angive troværdige kilder til de påstande, som fremføres i artiklen.

51°31′00″N 0°02′00″Ø / 51.5167°N 0.0333°Ø